# SVV in het seizoen 1956/57
Het seizoen 1956/1957 was het derde jaar in het bestaan van de Schiedamse betaaldvoetbalclub SVV. De club kwam uit in de Eerste divisie A en eindigde daarin op de vijfde plaats. Tevens deed de club mee aan het toernooi om de KNVB Beker, hierin werd in de derde ronde verloren van SHS (1–2).

## Wedstrijdstatistieken

### Eerste divisie A
|       | ADO   | Alkmaar '54 | DWS   | Emma  | De Graafschap | Haarlem | Helmondia '55 | HVC   | KFC   | Limburgia | Roda Sport | De Volewijckers | VSV   | Wageningen | Xerxes |
| ----- | ----- | ----------- | ----- | ----- | ------------- | ------- | ------------- | ----- | ----- | --------- | ---------- | --------------- | ----- | ---------- | ------ |
| Thuis | 3 – 4 | 4 – 5       | 1 – 0 | 6 – 0 | 2 – 1         | 0 – 0   | 2 – 1         | 1 – 1 | 1 – 2 | 2 – 1     | 3 – 2      | 1 – 2           | 2 – 0 | 2 – 3      | 3 – 2  |
| Uit   | 2 – 2 | 2 – 4       | 1 – 4 | 2 – 3 | 0 – 2         | 2 – 2   | 1 – 2         | 3 – 1 | 1 – 2 | 1 – 0     | 3 – 2      | 2 – 1           | 1 – 1 | 1 – 1      | 0 – 0  |

### KNVB beker
| 1e ronde                                            | SVV                                                      | 3 – 0 (3 – 0) | Unitas               |
| 19 augustus 1956 Plaats: Schiedam Frankelandsedijk  | Jan Huntink 16' Jo Maltha 28' Henk Könemann 41'          |               |                      |
| 2e ronde                                            | SVV                                                      | 3 – 0 (1 – 0) | Excelsior            |
| 16 september 1956 Plaats: Schiedam Frankelandsedijk | Jo Maltha 12' Jan Huntink 62' Gerrit van Pelt 83' (pen.) |               |                      |
| 3e ronde                                            | SVV                                                      | 1 – 2 (0 – 1) | SHS                  |
| 26 december 1956 Plaats: Schiedam Frankelandsedijk  | Jan Huntink 85'                                          |               | 35', 70' Cock Clavan |

## Statistieken SVV 1956/1957

### Eindstand SVV in de Nederlandse Eerste divisie A 1956 / 1957
| Stand | Gespeeld | Gewonnen | Gelijk | Verloren | Punten | Doelpunten voor | Doelpunten tegen |
| ----- | -------- | -------- | ------ | -------- | ------ | --------------- | ---------------- |
| 5e    | 30       | 14       | 7      | 9        | 35     | 60              | 46               |

### Topscorers
| #                    | Naam             | Goal |
| -------------------- | ---------------- | ---- |
| 1.                   | Henk Könemann    | 15   |
| 2.                   | Jan Huntink      | 14   |
| 2.                   | Gerrit van Pelt  | 14   |
| 4.                   | Kees Maltha      | 5    |
| 5.                   | Hans Hekman      | 3    |
| 6.                   | Cor Corbeau      | 2    |
| 6.                   | Benny van Hees   | 2    |
| 8.                   | Arend van Kampen | 1    |
| 8.                   | Schippers        | 1    |
| 8.                   | Herman Wink      | 1    |
| Onbekende doelpunten |                  |      |
| –                    | Onbekend         | 2    |
| Totaal               | Totaal           | 60   |

| #      | Naam            | Goal |
| ------ | --------------- | ---- |
| 1.     | Jan Huntink     | 3    |
| 2.     | Jo Maltha       | 2    |
| 3.     | Henk Könemann   | 1    |
| 3.     | Gerrit van Pelt | 1    |
| Totaal | Totaal          | 7    |